# Костанденец
Костанденец (болг. Костанденец) — село в Болгарии. Находится в Разградской области, входит в общину Цар-Калоян. Население составляет 417 человек.

## Политическая ситуация
В местном кметстве Костанденец, в состав которого входит Костанденец, должность кмета (старосты) исполняет Йордан Ненков Ненков (Болгарская социалистическая партия (БСП)) по результатам выборов правления кметства.
Кмет (мэр) общины Цар-Калоян — Ахмед Реджебов Ахмедов (Движение за права и свободы (ДПС)) по результатам выборов в правление общины.